# 村上義忠
村上 義忠（むらかみ よしただ）は、戦国時代の武士。村上隆勝の次男で、村上武吉の父。兄に村上義雅、弟に村上隆重がいる。

## 生涯

### 村上武吉の父
村上義忠について「閥閲録（巻22村上図書）」では、義雅早世後の義益と武吉の家督争いについて触れる中で、武吉を「掃部頭義忠カ子、義忠ハ義雅カ弟也」と記しているが、これ以外の情報は無い。「閥閲録」より後に編纂された「譜録（村上図書）」においても、武吉を義忠の子としているが、家督争いでは武吉の叔父・隆重（義忠の弟）が幼い武吉の代わりに軍を率いたとしている。
なお、義忠の子・武吉は、天文5年（1536年）に生まれている。

### 村上掃部助
天文10年（1541年）頃、能島村上氏は大内氏と敵対しており、同年1月に厳島沖で大内水軍と交戦し、6月から7月にかけては逆に能島など芸予諸島の拠点に攻め込まれていた。
そんな中、大内氏に味方する「村上掃部助」という人物が史料にみえる。天文11年（1542年）4月、杉隆宣、青景隆著、弘中隆兼ら大内氏奉行人は神代兼任に対して、敵方の攻撃を受けている伊予国中島の棚林要害への加勢を指示。渡海の段取りは、小原隆名と村上掃部助に相談して進めるよう伝えている。この掃部助を、義忠に比定する説がある。